# Fannyella liouvillei
Fannyella liouvillei är en korallart som beskrevs av Gravier 1913. Fannyella liouvillei ingår i släktet Fannyella och familjen Primnoidae.
Artens utbredningsområde är Södra Ishavet. Inga underarter finns listade i Catalogue of Life.